# Trångsund (stacja kolejowa)
Trångsund – stacja kolejowa w Trångsund, w Gminie Huddinge, w regionie Sztokholm, w Szwecji. Znajduje się na Nynäsbanan, 18,1 km od Dworca Centralnego w Sztokholmie. Stacja posiada peron wyspowy z halą biletową. Dziennie obsługuje około 2 200 pasażerów.

## Linie kolejowe
- Nynäsbanan